# So Fujitani
So Fujitani (藤谷 壮 Fujitani So?), född 28 oktober 1997, är en japansk fotbollsspelare.
I maj 2017 blev han uttagen i Japans trupp till U20-världsmästerskapet 2017.